# Reinhold Bocklet

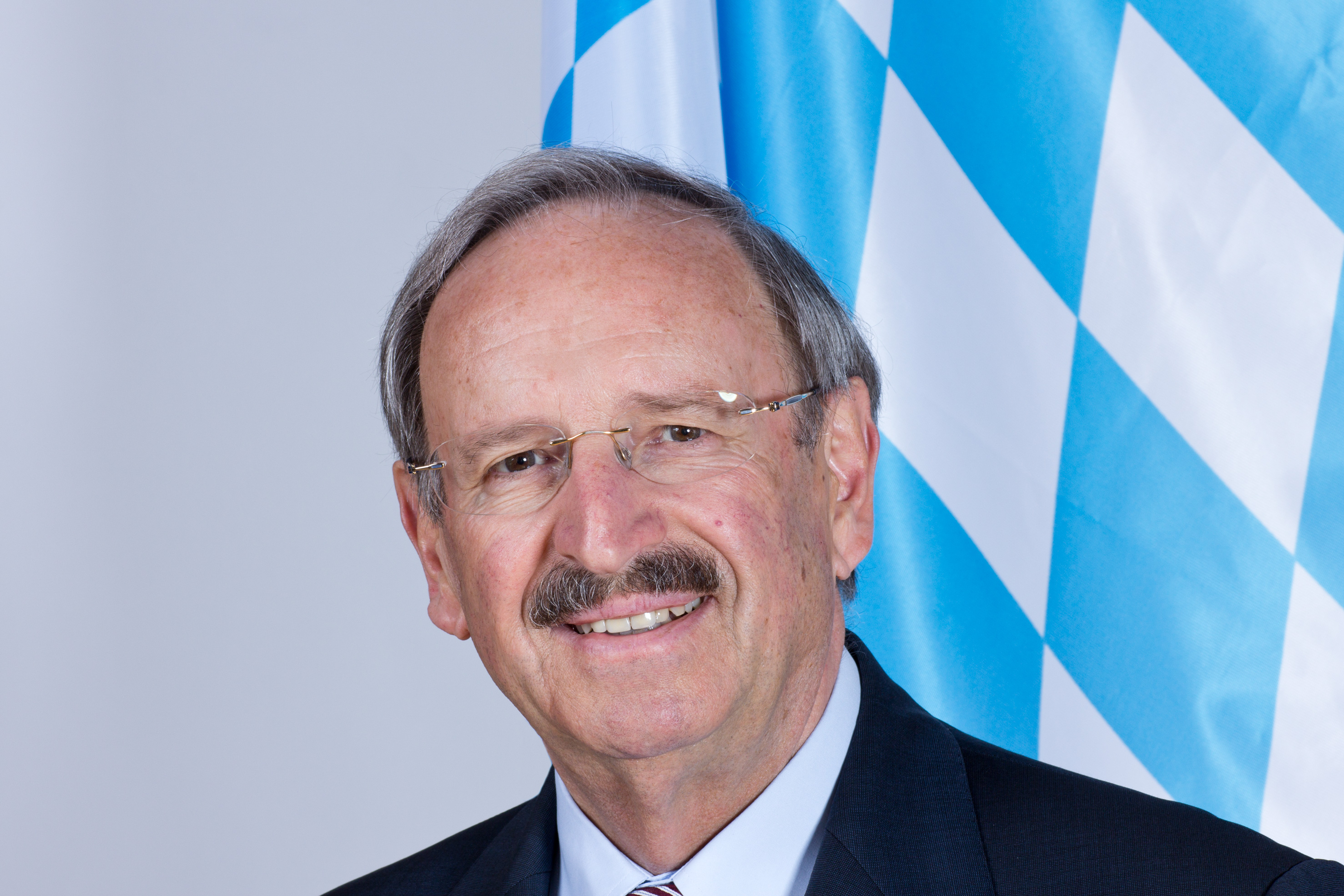
Reinhold Bocklet (2012)

Reinhold Bocklet (* 5. April 1943 in Schongau) ist ein deutscher Politiker (CSU).

## Leben
Nach Abitur am Humanistischen Carl-von-Linde-Gymnasium in Kempten 1962 Studium der Rechtswissenschaft und Politikwissenschaft an der Ludwig-Maximilians-Universität München und 2. juristisches Staatsexamen. 1973 bis 1974 war er wissenschaftlicher Mitarbeiter des Deutschen Bildungsrates und von 1974 bis 1979 Referent in der Bayerischen Landeszentrale für politische Bildungsarbeit in der Bayerischen Staatskanzlei. Von 1976 bis 1981 hatte er einen Lehrauftrag für Politische Systemlehre am Geschwister-Scholl-Institut der Universität München. 1978 erhielt er einen Wissenschaftlichen Sonderpreis des Bayerischen Landtags.
Reinhold Bocklet ist verheiratet mit Rosemarie Bocklet-Wals und hat einen Sohn Stephan. 
Er ist seit 1963 Mitglied der katholischen Studentenverbindung KDStV Trifels München im CV. Außerdem ist er Mitglied im deutsch-russischen Petersburger Dialog, Vorsitzender der Europäischen Akademie Bayern e. V. und Vorsitzender des Kuratoriums der Montgelas-Gesellschaft.

## Politik
Seine politische Karriere startete Bocklet in der Jungen Union, deren Bundesvorstand er von 1973 bis 1979 angehörte, zuletzt als stellvertretender Bundesvorsitzender. 
Von der ersten Direktwahl 1979 bis 1993 war er Mitglied des Europäischen Parlaments, dort 1988 Vorsitzender des "Hormon-Untersuchungsausschusses", ab 1989 agrarpolitischer Sprecher der EVP-Fraktion, 1991 Generalberichterstatter für die Reform der EG-Agrarpolitik und 1993 Vorsitzender des Ausschusses für Recht und Bürgerrechte. Von 1984 bis 1995 war er Landesvorsitzender der Arbeitsgemeinschaft Landwirtschaft der CSU. Seit 1984 ist er Mitglied des Parteivorstandes der CSU. 
1993 wechselte Bocklet in die Landespolitik und war von 1993 bis 1998 Staatsminister für Ernährung, Landwirtschaft und Forsten und von 1998 bis 2003 Staatsminister für Bundes- und Europaangelegenheiten in der Bayerischen Staatskanzlei und Bevollmächtigter des Freistaates Bayern beim Bund. In diesem Amt gelang ihm die Errichtung der Vertretung des Freistaates Bayern bei der EU im ehemaligen Institut Pasteur in Brüssel. Von 1994 bis 2003 war er Mitglied des Ausschusses der Regionen der EU, zuletzt Vorsitzender der EVP-Fraktion und Erster Vizepräsident. 1994 wurde er über die oberbayerische Liste in den Bayerischen Landtag gewählt, 1998 Wiederwahl. Bei der Landtagswahl 2003 errang er das Direktmandat im Stimmkreis Fürstenfeldbruck-Ost. Aus Gründen des Regionalproporzes schied er 2003 als Minister aus dem Kabinett aus. Bei den Landtagswahlen 2008 und 2013 wurde er in seinem Stimmkreis wiedergewählt. 2004 wurde er Vorsitzender der Internationalen Kommission der CSU. Zwischen 2003 und 2008 war er Mitglied der Landtagsausschüsse für Wirtschaft, Infrastruktur, Verkehr und Technologie sowie für Bundes- und Europaangelegenheiten. Seit Oktober 2008 ist er I. Vizepräsident des Bayerischen Landtags, Mitglied des Ältestenrats und des Vorstands der CSU-Fraktion. Seit Mai 2008 gehört er dem Kreistag des Landkreises Fürstenfeldbruck an. Zur Landtagswahl 2018 trat Reinhold Bocklet nicht mehr an.

## Ehrungen und Auszeichnungen
- Bundesverdienstkreuz am Bande des Verdienstordens der Bundesrepublik Deutschland
- 1993: Bayerischer Verdienstorden
- 2001: Großes Goldenes Ehrenzeichen mit dem Stern für Verdienste um die Republik Österreich[3]
- 2002: Bayerische Verfassungsmedaille in Gold des Bayerischen Landtags
- 2015: Komturkreuz mit Stern des Verdienstordens von Ungarn[4]
- 2016: Ritter der Ehrenlegion der Französischen Republik
- Ehrenzeichen der Steiermark und des Landes Salzburg